# Kvint Kornificije
Kvint Kornificije (latinski: Quintus Cornificius) (umro 42. pr. Kr.) bio je stari Rimljanin senatorskog ranga iz roda Cornificia. Bio je general, govornik i pjesnik, Katulov prijatelj te se dopisivao s Ciceronom.
Tijekom rimskog građanskog rata 49.- 45. godine pr. Kr. Cornificius je stao na stranu Julija Cezara. Zajedno s Aulom Gabinijem  je predvodio Rimljane u bitci u Petrovom polju, na mjestu današnje Baline glavice kraj Umljanovića (Ružić, Drniš). Rimljane su u ovoj bitci koja se odvijala 48./47. godine pr. Kr. porazili Delmati. Potom je poslan u u Ciliciju (današnja Turska), zatim u Siriju. U ljeto 44. godine pr. Kr., nakon atentata na Cezara, senat ga je imenovao guvernerom rimske provincije na sjeveru Afrike.
Ubijen je u bitci kod Utice (današnji Tunis) 42. godine pr. Krista.